# Ryōkichi Minobe
Ryōkichi Minobe (美濃部 亮吉 Minobe Ryōkichi, 5 de febrer de 1904-24 de desembre de 1984) va ser un polític japonés que va ser Governador de Tòquio des de 1967 fins a 1979. Minobe és una de les figures del ja desaparegut Partit Socialista del Japó (PSJ) més conegudes en el Japó actual.

## Governador de Tòquio
Va presentar-se per primera vegada a governador a les eleccions a governador de Tòquio de 1967 com a candidat independent però amb el suport del Partit Socialista del Japó i el Partit Comunista del Japó, guanyant la contesa electoral front a Masatoshi Matsushita, president de la Universitat de Rikkyô i candidat del Partit Liberal Democràtic i el Partit Democràtic Socialista, i a Kennichi Abe, candidat del Kōmeitō.
Alguns dels punts polítics més importants de la seua etapa com a governador són:
- l'establiment de la sanitat gratuïta per a la tercera edat
- la creació de protocols de control de la pol·lució
- la conversió de carrers de zones amb molt de trànsit en carrers únicament per a vianants
- permetre la construcció de l'escola coreana de Tòquio i eximir al seu propietari, l'associació general de residents coreans al Japó, del pagament de les taxes locals.[1]
- finalitzar el patrocini del govern Metropolità de Tòquio al circuit de carreres de Kōrakuen Hall.

En les eleccions a governador de Tòquio de 1971 Minobe tornà a ser reelegit derrotant el seu contrincant i candidat pel PLD, Akira Hatano. A les eleccions a governador de Tòquio de 1975 Minobe va ser reelegit per tercera i darrera vegada guanyant al candidat del PLD, Shintaro Ishihara, qui després seria ministre i guanyaria les eleccions a governador de Tòquio de 1999 esdevenint per un llarg terme Governador de Tòquio. De cara a les eleccions a governador de Tòquio de 1979, Minobe rebutjà presentar-se a la reelecció per a un quart mandat. El 1980 va participar en les eleccions a la Cambra de Consellers del Japó guanyant un escó. Va romandre com a membre de la Dieta Nacional fins a la seua mort el 1984.
Gran part de les polítiques d'en Minobe vers l'Associació General de Residents Coreans del Japó, associació representativa de residents coreans amb lligams amb el govern de Corea del Nord van ser eliminades pel governador Ishihara després de revelar-se els casos de segrests de japonesos per Corea del Nord.